# Unawatuna
Unawatuna is een dorp aan de kust van de Zuidelijke Provincie van Sri Lanka, enkele kilometers ten zuiden van de grotere havenstad Galle en in het district Galle. De baai van Unawatuna is gelegen aan de Indische Oceaan.
De inkomsten van de bevolking komen voornamelijk uit de visserij en toerisme.
De naam Unawatuna betekent zoiets als 'hier is iets gevallen'; volgens de overlevering zou de vliegende apengod Hanuman hier ooit zijn langsgekomen om zoek naar geneeskrachtige kruiden. Precies op deze plek liet hij iets uit zijn handen vallen en zo zou Unawatuna zijn ontstaan.
Tegenwoordig raakt het plaatsje steeds meer in trek bij rugzaktoeristen; het strand is bezaaid met palmbomen, kleine restaurantjes, winkeltjes, hotels en disco's. In de baai van Unawatuna zijn volop mogelijkheden om veilig te zwemmen en surfen. In het zuidelijke deel van de baai is een koraalrif aanwezig, dit kan verkend worden door te snorkelen of te duiken.

## Externe link

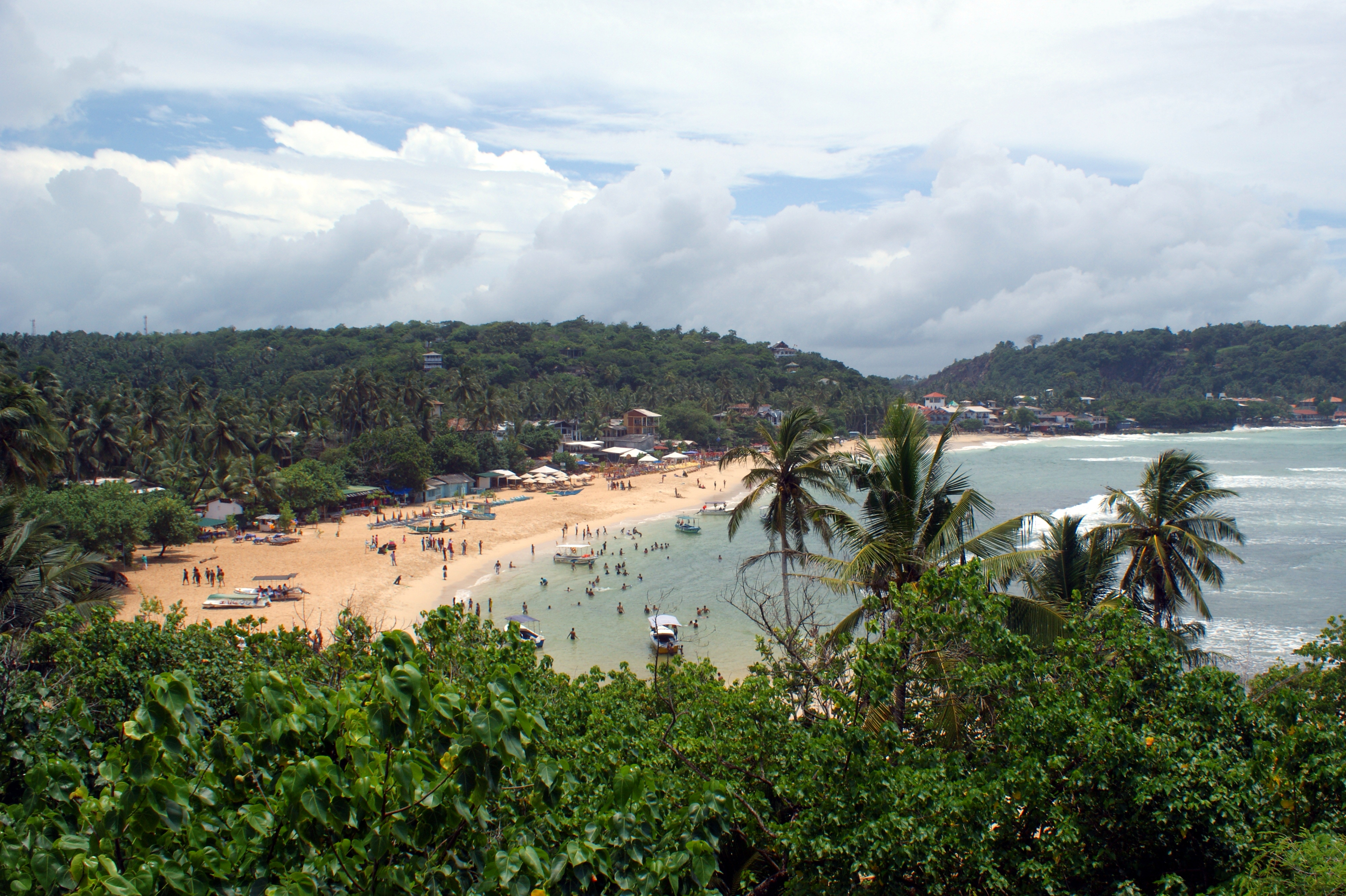
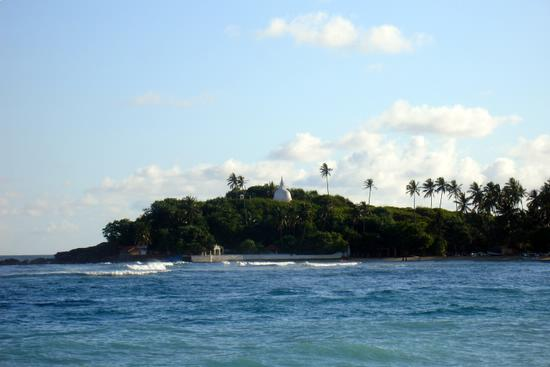
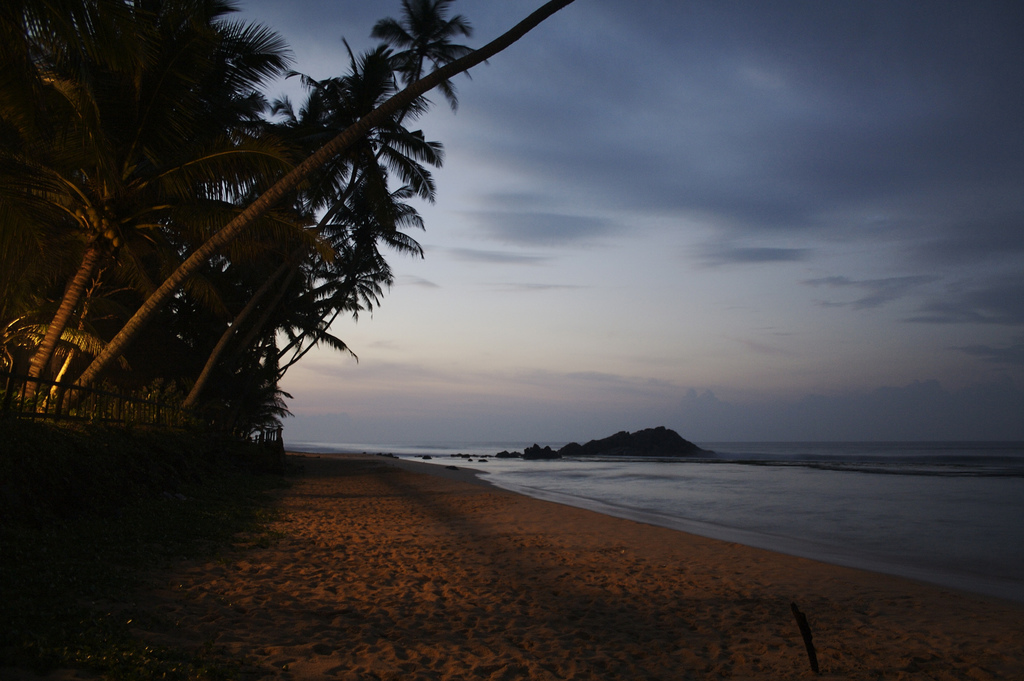
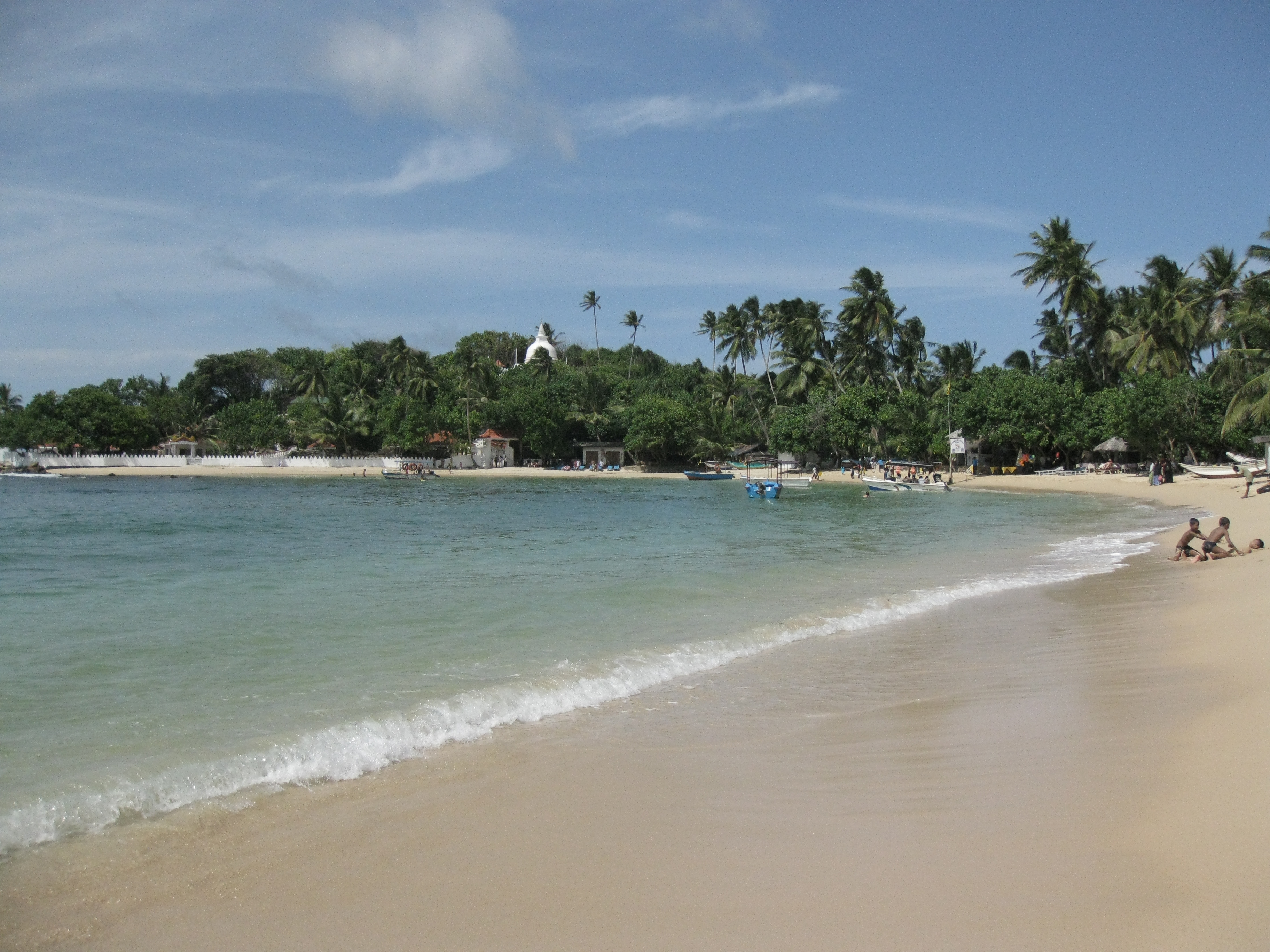
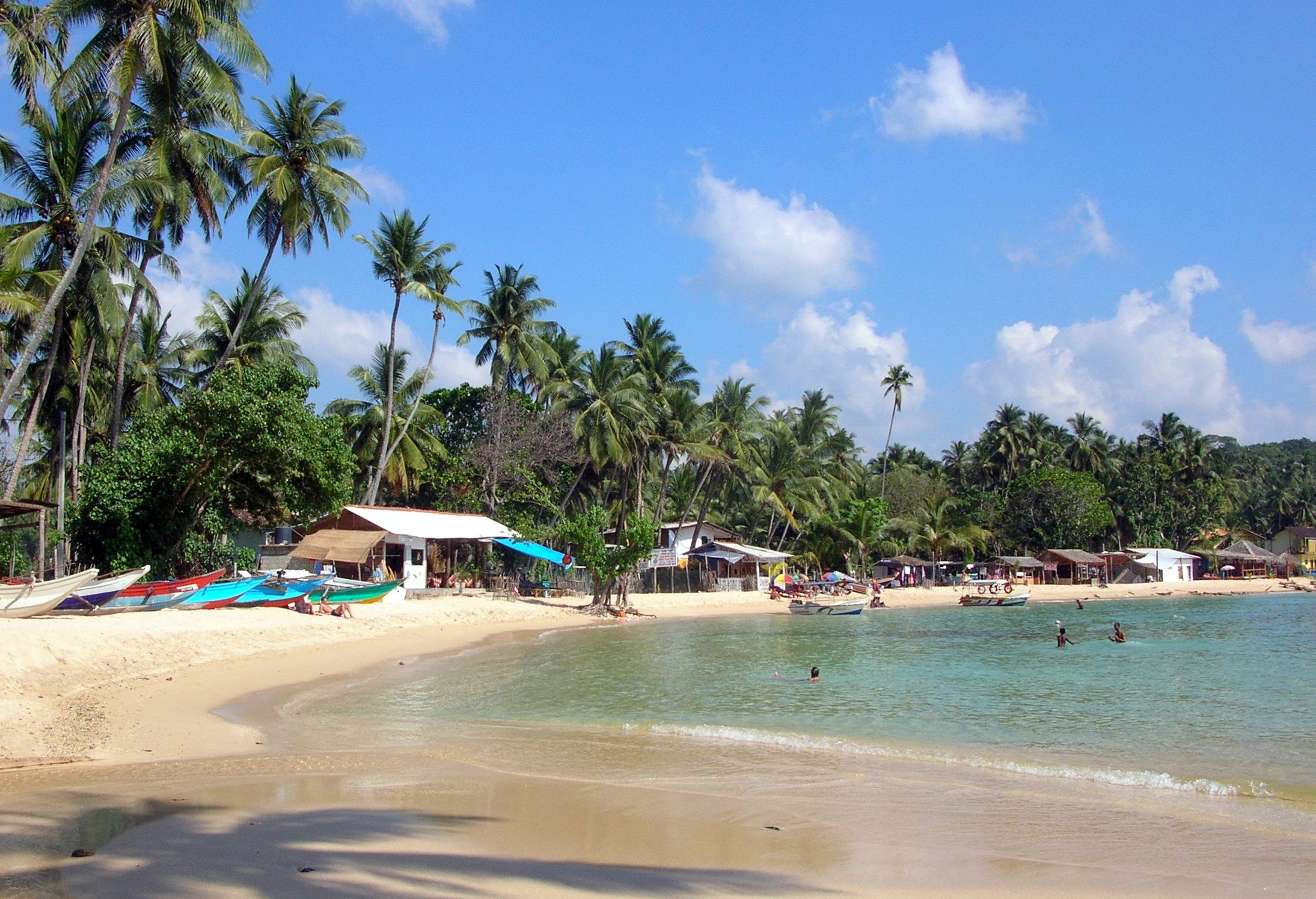